# Hypoestes
- Commons
- Wikispecies

Hypoestes Sol. ex R.Br., segundo o Sistema APG II, é um gênero botânico da família Acanthaceae.

## Sinonímia
- Amphiestes S.Moore
- Periestes Baill.

## Espécies
O gênero Hypoestes possui 104 espécies reconhecidas atualmente.
- Hypoestes acuminata Baker
- Hypoestes angusta Benoist
- Hypoestes angustilabiata Benoist
- Hypoestes anisophylla Nees
- Hypoestes arachnopus Benoist
- Hypoestes aristata (Vahl) Roem. & Schult.
- Hypoestes axillaris Benoist
- Hypoestes bakeri Vatke
- Hypoestes betsiliensis S. Moore
- Hypoestes bojeriana Nees
- Hypoestes bosseri Benoist
- Hypoestes brachiata Baker
- Hypoestes calycina Benoist
- Hypoestes cancellata Nees
- Hypoestes capitata Benoist
- Hypoestes catatii Benoist
- Hypoestes caudata Benoist
- Hypoestes cernua Nees
- Hypoestes chloroclada Baker
- Hypoestes chlorotricha (Bojer ex Nees) Benoist
- Hypoestes cinerascens Benoist
- Hypoestes cochlearia Benoist
- Hypoestes comorensis Baker
- Hypoestes comosa Benoist
- Hypoestes complanata Benoist
- Hypoestes congestiflora Baker
- Hypoestes consanguinea Lindau
- Hypoestes corymbosa Baker
- Hypoestes cruenta Benoist
- Hypoestes cumingiana (Nees) Benth. & Hook. f.
- Hypoestes decaryana Benoist
- Hypoestes diclipteroides Nees
- Hypoestes egena Benoist
- Hypoestes elegans Nees
- Hypoestes elliotii S. Moore
- Hypoestes erythrostachya Benoist
- Hypoestes fascicularis Nees
- Hypoestes flavescens Benoist
- Hypoestes flavovirens Benoist
- Hypoestes flexibilis Nees
- Hypoestes forsskaolii (Vahl) R.Br.
- Hypoestes glandulifera Scott-Elliot
- Hypoestes glandulosa (S. Moore) Benoist
- Hypoestes gracilis Nees
- Hypoestes hastata Benoist
- Hypoestes hirsuta Nees
- Hypoestes humbertii Benoist
- Hypoestes humifusa Benoist
- Hypoestes incompta Scott-Elliot
- Hypoestes inconspicua Balf.f.
- Hypoestes isalensis Benoist
- Hypoestes jasminoides Baker
- Hypoestes juanensis Benoist
- Hypoestes laeta Benoist
- Hypoestes lasioclada Nees
- Hypoestes lasiostegia Nees
- Hypoestes leptostegia S. Moore
- Hypoestes longilabiata Scott-Elliot
- Hypoestes longispica Benoist
- Hypoestes longituba Benoist
- Hypoestes loniceroides Baker
- Hypoestes macilenta Benoist
- Hypoestes maculosa Nees
- Hypoestes mangokiensis Benoist
- Hypoestes mollissima (Vahl) Nees
- Hypoestes multispicata Benoist
- Hypoestes nummularifolia Baker
- Hypoestes obtusifolia Baker
- Hypoestes oppositiflora Benoist
- Hypoestes oxystegia Nees
- Hypoestes parvula Benoist
- Hypoestes perrieri Benoist
- Hypoestes phyllostachya Baker
- Hypoestes poissonii Benoist
- Hypoestes potamophila Heine
- Hypoestes pulchra Nees
- Hypoestes purpurea (L.) R. Br.
- Hypoestes richardii Nees
- Hypoestes rodriguesiana Balf.f.
- Hypoestes saboureaui Benoist
- Hypoestes sanguinolenta (Van Houtte) Hook. f.
- Hypoestes saxicola Nees
- Hypoestes scoparia Benoist
- Hypoestes secundiflora Baker
- Hypoestes serpens R.Br.
- Hypoestes sessilifolia Baker
- Hypoestes setigera Benoist
- Hypoestes spicata Nees
- Hypoestes stachyoides Baker
- Hypoestes stenoptera Benoist
- Hypoestes taeniata Benoist
- Hypoestes tetraptera Benoist
- Hypoestes teucrioides Nees
- Hypoestes thomsoniana Nees
- Hypoestes transversa Benoist
- Hypoestes trichochlamys Baker
- Hypoestes triflora (Forssk.) Roem. & Schult.
- Hypoestes tubiflora Benoist
- Hypoestes unilateralis Baker
- Hypoestes urophora Benoist
- Hypoestes vagabunda Benoist
- Hypoestes verticillaris (L.f.) Sol. ex Roem. & Schult.
- Hypoestes viguieri Benoist
- Hypoestes warpurioides Benoist

## Nome e referências
Hypoestes Solander ex R. Brown, 1810

## Classificação do gênero
| Sistema | Classificação                       | Referência            |
| ------- | ----------------------------------- | --------------------- |
| APG II  | Ordem Lamiales, família Acanthaceae | APweb, versão 9, 2008 |